# 주네팔 대한민국 대사관
주네팔 대한민국 대사관(네팔어: जुनपालमा गणतन्त्र कोरियाको दूतावास)은 1974년 네팔 카트만두에 개설된 대한민국 외교부 소속의 대사관이다.

## 역사
대한민국은 1969년 5월 네팔과 영사 관계를 수립하고 1972년 6월 주카트만두 대한민국 총영사관을 설치한 뒤 1974년 5월 외교 관계 수립과 함께 총영사관을 대사관으로 승격하였다.
네팔은 외교적으로 비동맹주의 원칙에 의거, 남북한 등거리 정책 및 엄정 중립 태도를 견지하나 현실적으로는 자국의 경제 발전을 위해 한국과의 실질적인 협력 관계를 강화하는 추세이며, 한반도 문제에 대해서는 남북한 당사자간의 대화를 통해 외세 간섭 없이 평화적으로 해결되어야 한다는 입장이다. 1995년 대한민국의 유엔 안전 보장 이사회 비상임국 가입 지지 등 대한민국의 국제기구 진출에 대해 대부분 지지하고 있다.
조선민주주의인민공화국과는 1969년 6월 영사 관계를 수립하였으며 9월에 주카투만두 조선민주주의인민공화국 총영사관이 설치되고 1974년 5월 외교 관계를 수립하였다.

## 같이 보기
- 주한 네팔 대사관
- 대한민국의 재외공관 목록
- 네팔 주재 외국공관 목록
- 네팔-대한민국 관계